# Santiago Ascacíbar
Santiago Lionel Ascacíbar (La Plata, 1997. február 25. –) argentin válogatott labdarúgó, az Estudiantes játékosa.

## Pályafutása

### Klubcsapatokban
2006-ban csatlakozott az Estudiantes akadémiájához, majd 2016-ban elfogadta a klub profi szerződését. 2016. február 8-án mutatkozott be az első csapatban a CA Lanús elleni bajnokságban. 2017. augusztus 22-én ötéves szerződést írt alá a német VfB Stuttgart csapatával. Szeptember 10-én mutatkozott be az első osztályban a Schalke 04 csapata ellen. 2018 augusztusában meghosszabbították 2023 júniusáig a szerződését. 2019. november 3-án karrierje első felnőtt bajnoki gólját szerezte meg a Dynamo Dresden csapata elleni másodosztályú találkozón. 2020. január 1-jén a Hertha BSC hivatalos honlapján jelentette be, hogy szerződtették a Stuttgart csapatától. 2022. július 23-án kölcsönbe került az olasz Cremonese csapatához vételi opcióval. Augusztus 14-én mutatkozott be a bajnokságban a Fiorentina ellen 3–2-re elveszett bajnoki mérkőzésen. 2023. január 17-én félévre kölcsönbe került nevelő klubjához az Estudianteshez. Május 26-án véglegesítették az átigazolást.

### A válogatottban
Részt vett a 2016. évi nyári olimpiai játékokon, a 2017-es Dél-amerikai U20-as labdarúgó-bajnokságon és a U20-as labdarúgó-világbajnokságon. 2018. szeptember 8-án mutatkozott be a felnőttek között Guatemala ellen.

## Statisztika
2020. január 1-i állapot szerint.
| Nemzet    | Évek     | Pályára lépések | Gólok |
| --------- | -------- | --------------- | ----- |
| Argentína | 2018     | 3               | 0     |
| Argentína | 2019     | 0               | 0     |
| Argentína | 2020     | 0               | 0     |
| Összesen  | Összesen | 3               | 0     |

## További Információk
- Santiago Ascacíbar adatlapja a Kicker honlapján (németül)
- Santiago Ascacíbar adatlapja a Transfermarkt honlapján (angolul)
- Santiago Ascacíbar adatlapja a Soccerway oldalon (angolul)